# Caspar Frederik Harsdorff

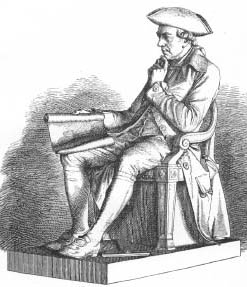
Caspar Frederik Harsdorff

Caspar Frederik Harsdorff (* 26. Mai 1735 in Kopenhagen; † 24. Mai 1799 in Frederiksberg) war ein Architekt des dänischen Klassizismus.

## Leben
Caspar Frederik Harsdorff studierte beim französischen Architekten Nicolas-Henri Jardin an der neu gegründeten Königlich Dänischen Kunstakademie Kopenhagen (Det Kongelige Danske Kunstakademi), die 1754 im Schloss Charlottenborg eröffnet wurde. 1756 gewann er als erster Däne für den Entwurf eines Stadttores die Große Goldmedaille der Akademie, die mit einem sechsjährigen Reisestipendium verbunden war. So reiste Harsdorff 1757 nach Paris, wo er sich in den folgenden vier Jahren bei Jacques-François Blondel, einem Architekten von König Ludwig dem XV., fortbilden konnte. 1762 reiste er weiter nach Rom und lernte die Klassik an einem ihrer Ursprünge kennen.
Nach Dänemark 1764 zurückgekehrt wurde Harsdorff 1765 Mitglied der Akademie. Hier lehrte er – nachdem er einen weiteren Wettbewerb gewonnen hatte – seit 1766. Im Jahr 1771 wurde er als Nachfolger seines Lehrers Jardin Professor für Architektur an der Akademie, deren Direktor er 1777–79 war. Zu seinen Schülern gehörten:
- Axel Bundsen
- Joseph Christian Lillie
- Christian Frederik Hansen.

## Bauten
- 1766–69: Grabkapelle für Graf Adam Gottlob von Moltke in der Karise Kirke in der Gemeinde Faxe.
- 1768–1777, fertiggestellt 1825: Grabkapelle für Frederik V. in Roskilde.
- 1773: Kanzel für die Erlöserkirche im Kopenhagener Stadtteil Christianshavn.
- 1773: Ausgestaltung des Gartens von Schloss Rosenborg, insbesondere den Herkules-Pavillon.
- 1773–74: Vergrößerung des Königlichen Theaters an Kongens Nytorv in Kopenhagen; damit verbunden war die Genehmigung zwischen dem Theater und Schloss Charlottenborg – als Sitz der Akademie – für sich selbst und seine Familie ein Privathaus zu errichten.
- 1774–79: Grabkapellen für die Könige Christian VI. und Frederik V. im Dom zu Roskilde; die Arbeiten wurden jedoch aus Geldmangel eingestellt und erst 1820–25 von seinem Schüler C.F. Hansen zu Ende geführt.
- 1794–95: Kolonnaden für Schloss Amalienborg.